# 아델 벤쉐리프

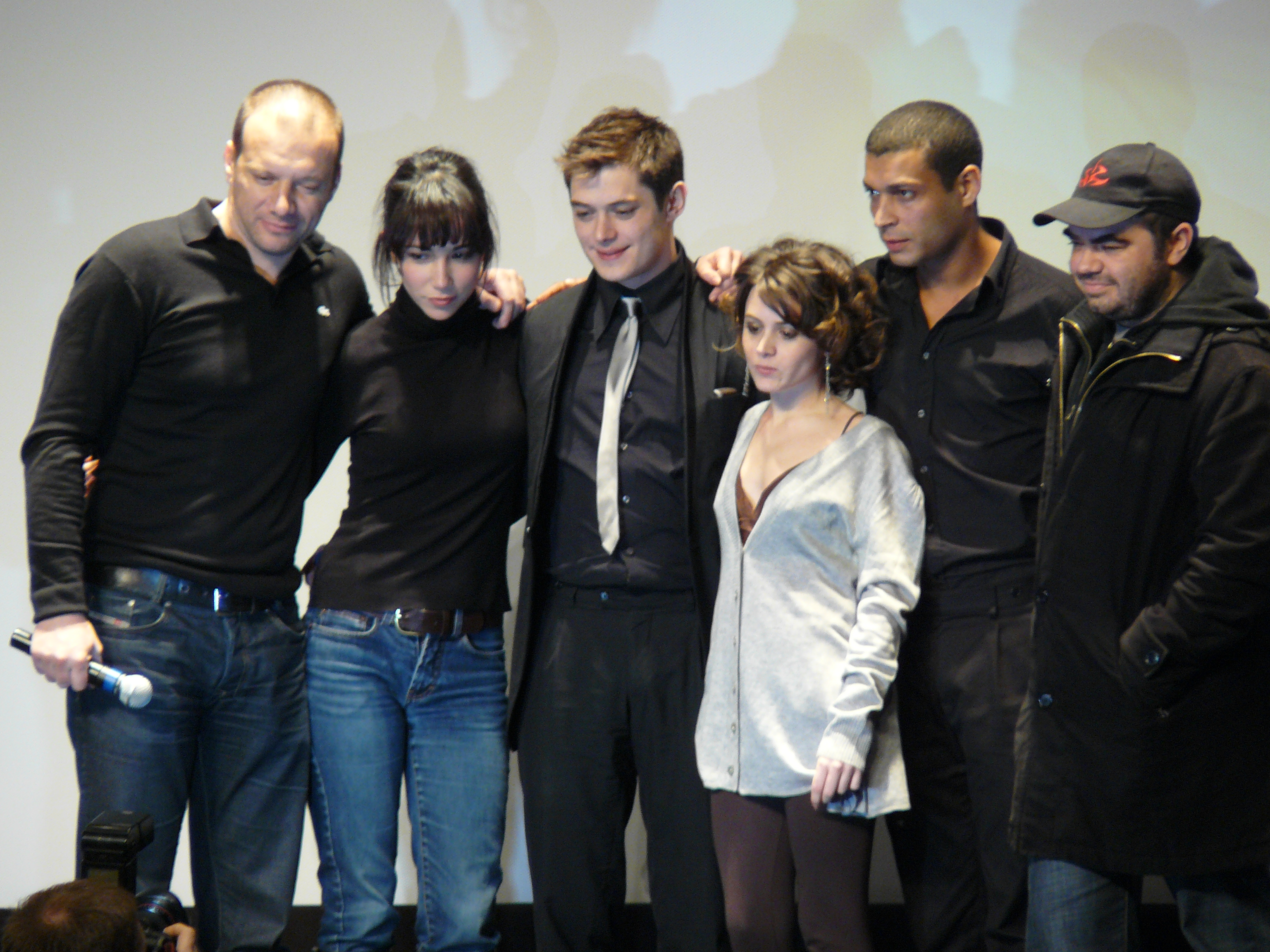

아델 벤쉐리프(Adel Bencherif, 1975년 5월 30일 ~ )는 프랑스의 배우, 영화배우, 텔레비전 배우이다.
그르노블에서 태어났다.

## 영화
- 클로즈 에너미 (2018년)
- 런던 해즈 폴른 (2016년) - 라자 만수르 역
- 보디빌더 (2014년)
- 웰컴, 삼바 (2014년)
- 슬립리스 나이트 (2011년) - 압델 역
- 포인트 블랭크 (2010년)
- 안달루시아 (2007년)
- 검은 밤, 1961년 10월 17일 (2005년)